# Comté de Winneshiek
Le comté de Winneshiek est un comté de l'État de l'Iowa, aux États-Unis.